# HD 131399 Ab
HD 131399 Ab est une étoile peu brillante qui, lors de sa découverte, a été prise pour une exoplanète en orbite autour de l'étoile principale du système HD 131399.

## Découverte par imagerie directe
HD 131399 Ab a été découverte par imagerie directe de son émission thermique grâce à l'instrument SPHERE installé sur le Très Grand Télescope (VLT) de l'Observatoire européen austral (ESO).

## Une supposée exoplanète...
Lors de sa découverte, l'objet était supposé être une exoplanète orbitant autour de l'étoile HD 131399 Aa, le membre principal du système HD 131399 situé à une distance de 320 années-lumière,,, (98 ± 7 pc). Les deux autres étoiles de HD 13199, nommées HD 131399 B et HD 131399 C, orbitent l'une autour de l'autre et conjointement autour du centre de gravité du système à l'opposé de HD 131399 A.
La période de révolution de HD 131399 Ab était estimée à environ 550 années. Sur environ un quart de cette période, HD 131399 A et le couple HD 131399 BC se seraient relayés dans le ciel pour fournir une luminosité quasi constante (l'une se lève quand l'autre se couche). Ce qui aurait fait une période de jour continu de 100 à 140 années terrestres. Le reste du temps, les levers et les couchers des trois étoiles se seraient succédé à intervalles de temps variables.
Sa masse est estimée à 4 ± 1 masses joviennes et sa température en surface à 850 ± 50 kelvins (environ 580 ± 50 °C). HD 131399 Ab étant ainsi supposée être la première exoplanète découverte par SPHERE ainsi que l'une des exoplanètes les plus froides et les moins massives qu'on ait imagées directement.

## ...qui est en fait une étoile d'arrière-plan
Une étude publiée en mai 2017 montre que HD 131399 Ab est en réalité une étoile d'arrière plan, probablement une étoile naine de type M ou K.

## Atmosphère
La spectroscopie proche infrarouge (1,4-1,6 μm) a permis de détecter et de caractériser son atmosphère : elle contient à la fois de l'eau et du méthane.

## Formation
Lorsqu'elle était supposée être une planète, la formation de HD 131399 Ab avait fait l'objet de plusieurs hypothèses concurrentes. La planète aurait pu s'être formée autour de HD 131399 A (mais sans doute sur une orbite très différente de l'actuelle), ou bien autour de HD 131399 B et/ou HD 131399 C (planète de l'une ou l'autre étoile, ou planète circumbinaire autour du système constitué de ces deux étoiles) avant d'être éjectée sur son orbite actuelle.